# Lelehua malevua
Lelehua malevua is een vlokreeftensoort uit de familie van de Hyalidae. De wetenschappelijke naam van de soort is voor het eerst geldig gepubliceerd in 1985 door Myers.